# 傅庚生
傅庚生（1910年—1984年），字肖岩，曾用筆名傅肖岩、肖嚴、筱岩、更生、齊争，男，辽宁沈阳人，中国古典文学研究家。